# Bonnœil
Bonnœil è un comune francese di 117 abitanti situato nel dipartimento del Calvados nella regione della Normandia.

## Società

### Evoluzione demografica
Abitanti censiti